# Campeonato Mundial de Judo de 2022
El XL Campeonato Mundial de Judo se celebró en Taskent (Uzbekistán) entre el 6 y el 13 de octubre de 2022 bajo la organización de la Federación Internacional de Judo (IJF) y la Federación Uzbeka de Judo.
Las competiciones se realizaron en la Arena Humo de la capital uzbeka.

## Medallistas

### Masculino
| Evento          | Oro                                | Plata                        | Bronce                                                      |
| --------------- | ---------------------------------- | ---------------------------- | ----------------------------------------------------------- |
| –60 kg (06.10)  | Naohisa Takato Japón               | Enjtaivan Ariunbold Mongolia | Yeldos Smetov · Kazajistán · Yang Yung-Wei · China Taipéi   |
| –66 kg (07.10)  | Hifumi Abe Japón                   | Joshiro Maruyama Japón       | An Ba-Ul Corea del Sur Denis Vieru Moldavia                 |
| –73 kg (08.10)  | Tsend-Ochiryn Tsogtbaatar Mongolia | Soichi Hashimoto Japón       | Daniel Cargnin · Brasil · Hidayət Heydərov · Azerbaiyán     |
| –81 kg (09.10)  | Tato Grigalashvili Georgia         | Matthias Casse · Bélgica     | Takanori Nagase · Japón · Shamil Borchashvili · Austria     |
| –90 kg (10.10)  | Davlat Bobonov Uzbekistán          | Christian Parlati · Italia   | Luka Maisuradze Georgia Lasha Bekauri Georgia               |
| –100 kg (11.10) | Muzaffarbek Turoboyev Uzbekistán   | Kyle Reyes · Canadá          | Michael Korrel · Países Bajos · Zelim Kotsoyev · Azerbaiyán |
| +100 kg (12.10) | Andy Granda · Cuba                 | Tatsuru Saito Japón          | Guram Tushishvili Georgia Kim Min-Jong Corea del Sur        |

### Femenino
| Evento         | Oro                     | Plata                                | Bronce                                                            |
| -------------- | ----------------------- | ------------------------------------ | ----------------------------------------------------------------- |
| –48 kg (06.10) | Natsumi Tsunoda Japón   | Katharina Menz · Alemania            | Assunta Scutto · Italia · Abiba Abuzhakynova · Kazajistán         |
| –52 kg (07.10) | Uta Abe Japón           | Chelsie Giles Reino Unido            | Distria Krasniqi Kosovo Amandine Buchard Francia                  |
| –57 kg (08.10) | Rafaela Silva · Brasil  | Haruka Funakubo Japón                | Jessica Klimkait · Canadá · Ljagvatogooguiin Enjriilen · Mongolia |
| –63 kg (09.10) | Megumi Horikawa Japón   | Catherine Beauchemin-Pinard · Canadá | Manon Deketer Francia Bárbara Timo Portugal                       |
| –70 kg (10.10) | Barbara Matić · Croacia | Lara Cvjetko · Croacia               | Saki Niizoe · Japón · Sanne van Dijke · Países Bajos              |
| –78 kg (11.10) | Mayra Aguiar · Brasil   | Ma Zhenzhao China                    | Yelyzaveta Lytvynenko · Ucrania · Beata Pacut-Kłoczko · Polonia   |
| +78 kg (12.10) | Romane Dicko Francia    | Beatriz Souza · Brasil               | Wakaba Tomita Japón Julia Tolofua Francia                         |

## Medallero
| Núm. | País          | Oro | Plata | Bronce | Total |
| ---- | ------------- | --- | ----- | ------ | ----- |
| 1    | Japón         | 5   | 4     | 3      | 12    |
| 2    | Brasil        | 2   | 1     | 1      | 4     |
| 3    | Uzbekistán    | 2   | 0     | 0      | 2     |
| 4    | Mongolia      | 1   | 1     | 1      | 3     |
| 5    | Croacia       | 1   | 1     | 0      | 2     |
| 6    | Francia       | 1   | 0     | 3      | 4     |
| 6    | Georgia       | 1   | 0     | 3      | 4     |
| 8    | Cuba          | 1   | 0     | 0      | 1     |
| 9    | Canadá        | 0   | 2     | 1      | 3     |
| 10   | Italia        | 0   | 1     | 1      | 2     |
| 11   | Alemania      | 0   | 1     | 0      | 1     |
| 11   | Bélgica       | 0   | 1     | 0      | 1     |
| 11   | China         | 0   | 1     | 0      | 1     |
| 11   | Reino Unido   | 0   | 1     | 0      | 1     |
| 15   | Azerbaiyán    | 0   | 0     | 2      | 2     |
| 15   | Corea del Sur | 0   | 0     | 2      | 2     |
| 15   | Kazajistán    | 0   | 0     | 2      | 2     |
| 15   | Países Bajos  | 0   | 0     | 2      | 2     |
| 19   | Austria       | 0   | 0     | 1      | 1     |
| 19   | China Taipéi  | 0   | 0     | 1      | 1     |
| 19   | Kosovo        | 0   | 0     | 1      | 1     |
| 19   | Moldavia      | 0   | 0     | 1      | 1     |
| 19   | Polonia       | 0   | 0     | 1      | 1     |
| 19   | Portugal      | 0   | 0     | 1      | 1     |
| 19   | Ucrania       | 0   | 0     | 1      | 1     |
|      | TOTAL         | 14  | 14    | 28     | 56    |